# RAB37
RAB37 (англ. RAB37, member RAS oncogene family) – білок, який кодується однойменним геном, розташованим у людей на короткому плечі 17-ї хромосоми. Довжина поліпептидного ланцюга білка становить 223 амінокислот, а молекулярна маса — 24 815.
| 10         |  | 20         |  | 30         |  | 40         |  | 50         |
| ---------- |  | ---------- |  | ---------- |  | ---------- |  | ---------- |
| MTGTPGAVAT |  | RDGEAPERSP |  | PCSPSYDLTG |  | KVMLLGDTGV |  | GKTCFLIQFK |
| DGAFLSGTFI |  | ATVGIDFRNK |  | VVTVDGVRVK |  | LQIWDTAGQE |  | RFRSVTHAYY |
| RDAQALLLLY |  | DITNKSSFDN |  | IRAWLTEIHE |  | YAQRDVVIML |  | LGNKADMSSE |
| RVIRSEDGET |  | LAREYGVPFL |  | ETSAKTGMNV |  | ELAFLAIAKE |  | LKYRAGHQAD |
| EPSFQIRDYV |  | ESQKKRSSCC |  | SFM        |  |            |  |            |

A: Аланін

C: Цистеїн

D: Аспарагінова кислота

E: Глутамінова кислота

F: Фенілаланін

G: Гліцин

H: Гістидин

I: Ізолейцин

K: Лізин

L: Лейцин

M: Метіонін

N: Аспарагін

P: Пролін

Q: Глутамін

R: Аргінін

S: Серин

T: Треонін

V: Валін

W: Триптофан

Задіяний у таких біологічних процесах, як транспорт, транспорт білків, ацетилювання, альтернативний сплайсинг. 
Білок має сайт для зв'язування з нуклеотидами, ГТФ. 
Локалізований у цитоплазматичних везикулах.